# Силис, Николай Андреевич
Николай (Руфим) Андреевич Силис (6 июня 1928, Москва — 14 ноября 2018, там же) — советский и российский художник, скульптор-монументалист, авангардист. Заслуженный художник России. Известен как участник творческого коллектива ЛеСС (Лемпорт — Сидур — Силис) 1949—1968. Создал собственный стиль абстрактного изображения женской красоты.

## Биография
Руфим Силис родился в Москве в родильном доме Грауэрмана на Арбате, по соседству с которым, в коммунальной квартире на Гоголевском бульваре, проживали его родители — Андрей Силис и Екатерина Сергеева. Его отец, латышский стрелок, охранявший поезд Троцкого во время Гражданской войны, был репрессирован (расстрелян в 1941 году), а мать с двумя сыновьями, Руфимом и Вадимом, переехала в Ленинград, где её застала война. Она сумела переправить мальчиков к родным в деревню в Калининскую область, а сама выжила чудом. В деревне тётка стала называть старшего мальчика Николаем, и так это имя закрепилось за ним, хотя официально в документах было сменено только в 1950 году, а в выставочных каталогах Силис до 1963 года фигурировал как Руфим.
Монументальное искусство Ленинграда произвело большое впечатление на подростка ещё в довоенные годы и впоследствии вдохновило Силиса на создание серии «Кентавры».
Выбор учебного заведения по окончании школы, по признанию самого художника, был случайным, но в Строгановке его привлекло то, что надо было сдавать только один экзамен — по живописи, а студентам предоставляли общежитие и стипендию.
В 1954 году Николай Андреевич вступил в Московское отделение Союза Художников СССР.
С 1949 по 1968 год Силис был участником творческого коллектива ЛеСС, который проявил себя новаторством не только в искусстве, но и в общественной жизни, поставив вопрос о праве молодых художников на самовыражение и поддержку профессиональных организаций в знаменитых письмах в газету «Советское искусство» и «Литературную газету» в 1953—1954 годах. Это побудило Министерство культуры к переменам в руководстве художественной жизнью.
В 1970—1980-е годы скульптор много работал с деревом, выполняя объемные фигуры и рельефы. В ряду его работ этого периода выделяется трехфигурная скульптура «Утро. День. Вечер».
В 1990-е годы и позднее в творчестве Силиса превалирует его излюбленная женская тема: «Наяды», «Фантазии», «Циркачки в кольце». Плавные, текучие линии, игра с драпировкой характерны для позднего периода его творчества: выполненным из бронзы скульптурам «Идущая» (1991), «Странная» (1992), «Сидящая в драпировке» (2001), деревянной скульптуре «Беременные» (1997).
С 25 апреля по 11 мая 2006 года в 13-м зале ЦДХ на Крымском Валу прошла выставка «Три поколения», в которой были представлены работы Николая Силиса, его дочери (тоже выпускницы Строгановки) и внучки.

### Строгановское училище
На факультет живописи он не добрал баллов и был зачислен в школу мастеров при факультете скульптуры, где выбрал специальность камнереза. После окончания этой школы, представив мраморную копию античной скульптуры «Мальчик, вынимающий занозу», он был рекомендован к зачислению на факультет скульптуры.
В училище им. Строганова тогда преподавали живописцы В. Ф. Бордиченко, В. Е. Егоров, П. В. Кузнецов, А. В. Куприн, скульпторы Г. И. Мотовилов и С. Л. Рабинович, архитекторы Л. М. Поляков и А. Г. Рочегов, историю искусств читали М. В. Алпатов и Н. Н. Соболев. Ученика А. Т. Матвеева С. Л. Рабиновича, в 1930-е годы занимавшегося в парижской мастерской Э. А. Бурделя, коллеги называли «Саул Парижский».
Заведующий кафедрой скульптуры Г. И. Мотовилов, «властолюбивый, решительный, прогрессивных эстетических взглядов», смог привлечь к преподаванию молодых скульпторов и создать в училище атмосферу творчества, когда даже в полночь можно было застать десяток студентов в скульптурных мастерских. В период кампании по борьбе с космополитизмом Мотовилову инкриминировали частое упоминание имен Бурделя, Майоля и Ронсара, но от клейма «космополита» его спасло участие в создании барельефа «В. И. Ленин и И. В. Сталин — основатели и руководители Советского государства» под руководством Н. В. Томского, за который он вместе с другими коллегами получил в 1950 году Сталинскую премию первой степени и стал недоступен для критики.
Во время учёбы в Строгановке фронтовики Константин Гнеушев, Вадим Сидур, Владимир Лемпорт познакомились с недавними школьниками Илларионом Голицыным, Евгением Щегловым, Львом Токмаковым, Николаем Силисом.
Лемпорту, Сидуру и Силису ещё в стенах училища пришла идея создать творческое трио наподобин «Кукрыниксов». Так появился ЛеСС (Лемпорт — Сидур — Силис) — «Кукрыниксы в скульптуре», а инициатива его создания исходила именно от Сидура. Этой аббревиатурой подписывали все произведения, без указания конкретного авторства.
Первоначально в группу входил четвёртый участник — Б. Барков, которого взяли, чтобы разбавить «нерусские» фамилии. Но он рано вышел из коллектива, и его участие забылось.
В 1953 году Н. Силис окончил Строгановку одновременно с В. Сидуром, В. С. Лемпорт и Б. П. Барков выпустились в 1950 году.

### ЛеСС
Как вспоминал Н. Силис, отбор работ в трио осуществлялся просто: реализуют первую поданную идею.
Первую работу ЛеССа выполнил в 1949 году: барельефы — «Труд» и «Наука» для фасадов строившихся зданий физического и химического факультетов МГУ на Ленинских горах. Для В. Лемпорта это была дипломная работа (под руководством Г. И. Мотовилова), для В. Сидура и Н. Силиса — преддипломная.
В 1954 году ЛеСС был удостоен первой премии в первом открытом конкурсе за проект монумента к 300-летию воссоединения Украины с Россией. Сумма премии — 50 тысяч рублей — была невероятной для молодых художников. Они уже ждали награждения, но вдруг жюри передумало: итоги конкурса аннулировали, присудив вместо настоящих премий поощрительные (в том числе такую получил Эрнст Неизвестный).
"Нам выдали поощрительную премию, чтобы мы не очень сердились. А мы рассердились. И написали статью в «Литературной газете» «Против монополии в скульптуре». В Союзе художников начался скандал", — вспоминал Н. Силис.
На выставке эстампа и скульптуры в Парке культуры и отдыха имени Горького в июле-августе 1957 года, проходившей в рамках Московского фестиваля молодежи и студентов, каждый участник ЛеССа представил по одной работе. Н. Силис показал деревянную фигуру «Юная». Искусствовед В. Зименко раскритиковал её за увлечение «внешней, ритмической и фактурной выразительностью в ущерб содержанию» и за то, что этот «эстетический идеал… весьма далек от нашей жизни, от действительной красоты, которую мы хотим видеть в искусстве. Не к лицу нам воспевать расслабленную, туманно-мечтательную или глубоко „чувственную юность“». Однако эта оценка весьма точно определила стиль Н. Силиса, представляющего, по его словам, скульптуру как свой внутренний мир.
Совместная творческая деятельность ЛеССа продолжалась около десяти лет, но даже когда участники трио разошлись, их объединяла общая мастерская на Комсомольском проспекте возле станции метро «Парк культуры», в которой они работали вместе с 1954 по 1968 год.
Силис так написал об этом: «Рано или поздно в любой группе обязательно образуется лидер… Я не мог быть лидером по возрасту, а Сидур и Лемпорт были в этой борьбе на равных. В итоге создалась ситуация, когда мы вынуждены были расстаться».
Наиболее полно и объемно работы всех троих участников коллектива были представлены на выставке в Академии художеств в Москве в 1956 году, на которую авторы подготовили 138 работ: эскизы, мелкую пластику, керамические тарелки.
Всю жизнь они были верны идеалам юности — не создавать «халтурных» работ ради денег и не участвовать в шумном нонконформистском движении. Выполнение заказов Художественного комбината они не рассматривали как измену своим творческим убеждениям, стараясь в каждую заказную работу привнести свое видение искусства и темы.
После распада ЛеССа Силис и Лемпорт работали вместе до кончины старшего в этом дуэте. Не всегда их отношения были ровными, иногда они и словесно и фактически отгораживались друг от друга, как в мастерской на ул. Олеко Дундича. Однако Силис уважал Лемпорта за его портретное мастерство, делая свои скульптуры без одобрения Лемпорта. Он считал, что старшие участники ЛеССа дали ему импульс к «вопрекизму».

### Собственный стиль
В конце 1950-х — начале 1960-х годов сформировался индивидуальный почерк Н. Силиса в скульптуре. Как вспоминал В. Лемпорт, лет семь Силис помогал ему и Сидуру, никак не открывая своего творческого лица. «И вот однажды, где-то в шестидесятом, вернувшись после месячного отсутствия, мы с Сидуром увидели новую статую из дерева в натуральную человеческую величину. Нам стало ясно, что Силис… сбросил цепи рабства, и теперь придется считаться с его полноправным творческим лицом».
Ключевой фигурой в его искусстве стала женщина, чей образ скульптор отражает абстрактно, формалистично в керамике, дереве, шамоте, бронзе, графике.
В начале 1960-х ряд его произведений был принят к тиражированию в керамике, в том числе «Отжимающая волосы». Но «Юность» и «Девушка со скакалкой» не были утверждены худсоветом из-за «формализма».
Настольные скульптуры «Девочка на шаре», «Конькобежцы», «Женщина на пляже» в 1960-е годы были тиражированы в пластмассе. Поэт Н. К. Старшинов так охарактеризовал «Конькобежцев»: «Скульптор не ваял каких-то конкретных спортсменок, когда надо показать их одежду, комплекцию или даже черты лица. Ему важно было передать их стремление к победе, их скорость, их энергию, полет. И он этого достиг!..».
Позднее ряд ранних работ Н. Силис перевел в бронзу.
За «соленоид» — «силисоид» (абстрактную фигуру перед зданием Института физики им. Л. В. Киренского Сибирского отделения Академии Наук СССР в Красноярске) боролись сами учёные: они сочинили письмо в Московское отделение Союза художников, в котором уверяли, что Силис воплотил в скульптуре «сверхсильные магнитные поля». Предложенное обоснование председателя худсовета Л. Е. Кербеля не устроило: для него формализм работы был слишком очевиден, поэтому при её утверждении он покинул зал заседания.

### Христианская тема
Появилась в работах скульптора в конце 1960-х годов. Её началом стало «Распятие» (1969).
1970 — рельефы из шамота и смальты «Положение во гроб», «Оплакивание».
1971 — «Параскева Пятница» (металл): фигура выполнена в нарочито увеличенном масштабе по отношению к стоящим рядом с ней двумя фигурами мужчин, она как бы парит над ними. Изображение выполнено в типичной манере мастера: вытянуты тело, руки. Неровная текстура металла скрывает обнаженное тело.

### Творческие споры
В реализованных Силисом и Лемпортом проектах (советское посольство в Нигерии, рельеф в Приемном зале посольства СССР в Афинах, библиотеки в Ашхабаде и Ростове-на-Дону, театр в Уфе, пансионат «Юность» в Подмосковье, санаторий «Кавказ» в Кисловодске и др.) видны разногласия между двумя скульпторами. Компромисса достичь не удавалось, и один мастер вынужден был подчиняться другому. Так получилось при создании рельефа «Пловчихи» для ялтинской гостиницы «Ореанда», где В. Лемпорт вместо стилизации сделал портретные изображения, так как вообще не признавал стилизации и не допускал её в совместных работах.

### Дон Кихот
В 1976 году Силис впервые вылепил из гипса своего Дон Кихота, затем повторив его в бронзе. Этот образ дал начало серии графических работ 1975—1976 годов, в которых автор помещает своего героя в различные фантастические ситуации: он парит в невесомости, скачет на деревянном коне через шахматное поле, бродит по свалке металлолома, вместо мельницы воюет с ЛЭП, скачет в ракетном лесу и т. д.
Этот образ стал настолько популярным, что в 1989-м его уменьшенная копия была вручена мультипликатору Ю. Норштейну как памятный знак к призу имени Тарковского.

## Идущие против ветра
Участники ЛеСС стали широко известны в 1953 году, когда публично раскритиковали негласную монополию в советской скульптуре в статье «О молодых кадрах и старых порядках», опубликованной в газете «Советское искусство». Б. Барков, В. Лемпорт и В. Сидур написали о необходимости синтеза архитектуры и скульптуры, о централизованной организации декоративно-скульптурных работ.
Через год, 11 мая 1954 года, вышла ещё одна дискуссионная статья, в «Литературной газете»: «Против монополии в скульптуре».
Поводом для неё стал заказ на оформление Дворца культуры и науки в центре Варшавы, для которого ЛеСС выполнил эскизы 10 фигур в нишах, разработал интерьеры, которые главный архитектор Л. В. Руднев похвалил, а затем неожиданно пригласил Н. В. Томского, Г. И. Мотовилова, М. Ф. Бабурина и Л. Д. Муравина, предложив Лемпорту, Сидуру и Силису роль подмастерьев.
Фактически тогда сложилась практика, когда заказы получал избранный круг скульпторов, своеобразных частных скульптурных «комбинатов» со штатом скульпторов-помощников. ЛеСС предложил создать для молодых художников условия, которые позволяли бы им проявить свою индивидуальность, а не вкалывать на мэтров, обеспечить молодежь мастерскими, ликвидировать закрытые конкурсы. Вместе с ЛеСС письмо в редакцию подписали однокурсники Силиса — Бодров и Брацун. Все они побыли «подмастерьями» именитых советских скульпторов: Н. Силис студентом подрабатывал у А. Е. Елецкого, затем у Н. В. Томского и рубил камень в мастерской Е. В. Вучетича в помещении церкви на Солянке.
Об этой теме деятели советского монументального искусства предпочитали не говорить, поэтому после публикации в «Литературке» разразилось бурное обсуждение. Секция скульптуры МОСХ посвятила этому три заседания: 1, 5, 29 июня.
Была создана комиссия, в которую вошёл В. Лемпорт. 29 июня она приняла резолюцию, попавшую затем на исполнение в Министерство культуры.
Как будто авторы статьи добились цели, однако впоследствии им пришлось столкнуться со своими идейными противниками, учениками Е. В. Вучетича, М. Г. Манизера, Г. И. Мотовилова и Н. В. Томского, которые стали функционерами в различных художественных организациях, и В. Лемпорту, В. Сидуру и Н. Силису приходилось именно через них утверждать или сдавать свои работы.
Заказ на фигуры высотой в 3.5 м для Варшавского дворца ЛеСС всё-таки получил. Моделью для фигуры «Спорт» послужил Силис, для «Архитектуры» — Лемпорт в образе архитектора с макетом высотного здания в руках.
Впоследствии Силис и Лепорт неоднократно сталкивались с несправедливостью и даже уничтожением своих работ. Так было разрушено декоративное панно на фасаде Концертного зала в музее П. И. Чайковского в Клину, керамическое панно «Древнерусские воины» в интерьере ресторана «Арбат» (1966).
Были отвергнуты проекты оформления фасада административного комплекса АМО ЗИЛ (1966), рельефы для кинотеатра «Октябрь» (1967). Выполненную для него подпорную стенку со сценами из кино, вылепленную из глины, а потом отформованную, незадолго до смерти Лемпорта подарили «Мосфильму».
Один день провисела придуманная Лемпортом эмблема связи для Дома связи на Новом Арбате (1967). Она представляла собой сидящую обнажённую женщину.

Почему она изображает связь, мы как-то особенно не задумывались. Мы её сделали, худсовет утвердил. Технология была — выколотка по меди. Установили. Посмотрели с архитекторами, нам понравилось. Но на другой день проезжал мимо этого здания министр связи, Псурцев такой, он выразился так: «Что это, публичный дом, что ли?!». На другой день эту работу сняли.
— рассказывал Н. Силис
В том же 1967 году не осуществлён проект оформления Всероссийской государственной библиотеки иностранной литературы.

## Друзья и современники
Поэт и композитор Юлий Ким дружен с Силисом со студенческих лет, с 1950 годов. Он вспоминает, как ним и скульптурой под названием «Юность» возникла любовь с первого взгляда. «Я её обнимал и переносил из одного места в другое, отходил и любовался. В общем, привязался настолько, что она была мне подарена на мое 60-летие».

## Роли в кино
Николай Силис известен как актёр кино, снявшийся в нескольких известных фильмах.
Дебют: фильм Александра Митты «В дереве, в глине, в камне» (участвовал вместе со скульптором Владимиром Лемпортом)..
- 1963 «Улица Ньютона, дом 1» — эпизод. Музыку для фильма написал друг Силиса Юлий Ким.
- 1965 «Родник для жаждущих»
- 1967 «Бегущая по волнам»
- 1968 «Вечер на Ивана Купала» — шинкарка
- 1971 «Остров сокровищ»
- 1972 «Любить человека»